# Adaport Victoria de Montréal
Vous lisez un « bon article » labellisé en 2020.
L'adaport Victoria de Montréal (code IATA : YMY • code OACI : CYMY), parfois orthographié adacport Victoria, était un aérodrome d'avions à décollage et atterrissage courts (ADAC) situé près du centre-ville de Montréal, au Québec (Canada). Fruit d'un programme de recherche lancé par le gouvernement du Canada, le petit aéroport était desservi uniquement par Airtransit, une société de la Couronne servant de vitrine technologique pour la filière ADAC canadienne. 
Construit sur un ancien parc de stationnement de l'Exposition universelle de 1967, lui-même érigé sur un ancien lieu d'enfouissement des déchets, l'adaport Victoria est mis hors service moins de deux ans après son inauguration le 30 avril 1976 alors qu'Airtransit connaît un succès mitigé et que les contraintes techniques aux opérations se multiplient.

## Histoire

### Mise sur pied d'une filièreADAC
En décembre 1970, le Conseil des sciences remet un rapport au gouvernement du Canada dans lequel il recommande de mettre sur pied « immédiatement » un programme de développement industriel d'ADAC afin de maintenir l'avantage stratégique du pays en matière d'aéronautique. Le Conseil recommande que le programme vise la construction d'appareils, les instruments d'aide à la navigation et la régulation du trafic aérien.
Le gouvernement du Canada annonce en mai 1971 un financement de 150 M$ pour la mise sur pied d'un tel programme, censé devenir une vitrine technologique. Il présente son concept de réseau d'adaports au salon du Bourget de 1971, où l'ADAC est prôné par divers exposants comme une solution pour rapprocher les avions des centres-villes.

### Choix du site
Le gouvernement se met rapidement à la recherche d'un site pour un adaport dont la piste devrait permettre d’accueillir les ADAC actuels et futurs de la société d'État De Havilland Canada, le DHC-6 Twin Otter, un avion de brousse, et le DHC-7, un modèle en développement destiné au transport de masse, de même que les CL-246 à décollage vertical de Canadair, une version civile des CL-84. Le site de l'aéroport de Cartierville est évoqué, mais l'ancien « autoparc Victoria », un terrain de stationnement de 11 300 cases ayant servi pour Expo 67, s'impose comme solution pour un adaport en raison de sa proximité du centre-ville de Montréal et du fleuve Saint-Laurent, assurant un dégagement de l'horizon. 
Le choix du site fait l'objet de nombreuses critiques. Premièrement, le futur aéroport serait localisé sur un ancien dépotoir au sol organique (instable et spongieux), contaminé par les gaz s'en échappant,, et les égouts qu'on y achemine. Deuxièmement, on reproche à Transport Canada la configuration de la piste ; on craint que les habitants des quartiers ouvriers de Pointe-Saint-Charles et Verdun, localisés sous les corridors d'approche, ne soient incommodés par le bruit des aéronefs,, particulièrement par mauvais temps. Les données du ministère indiquent néanmoins que le bruit ne devrait pas dépasser les seuils tolérables dans ces quartiers,. Enfin, l'administration portuaire de Montréal, gestionnaire du site, s'oppose à la reconversion de l'ancien autoparc Victoria en aéroport puisqu'elle planifie à cet endroit stratégiquement localisé, enclavé entre deux autoroutes et un important triage ferroviaire du Canadien National, un centre de transbordement de conteneurs.
Malgré les critiques et les craintes, les travaux de construction d'un adaport sur l'ancien dépotoir sont entamés en 1972 et se terminent en novembre 1973. Par ailleurs, dans le sillage de la construction de l'aéroport international de Mirabel on projette même la desserte par monorail du futur aéroport urbain, qui serait relié au centre-ville de même qu'aux deux aéroports internationaux du grand Montréal.
L'inauguration de l'aéroport est reportée plusieurs fois : le sol du tarmac s'enfonce de 4 à 6 po (10 à 15 cm) au printemps 1974, menaçant l'alimentation électrique par câble souterrain, et la piste s'embrase subitement au contact d'une flamme en raison du méthane qui s'échappe des fissures dans le revêtement.

### Opérations
Airtransit, une société de la Couronne et filiale d'Air Canada, est constituée le 19 juin 1973. Transports Canada lui confie la mission de mener un projet-pilote de liaison entre l'adaport Victoria et l'aéroport d’Ottawa-Rockcliffe, d'abord avec des Twin Otter de onze places,, puis avec des DHC-7, lorsqu'ils auront été commercialisés,,,. Les CL-246, dont le développement est stoppé en raison de la fin annoncée de la guerre du Viêt Nam, sont laissés de côté.

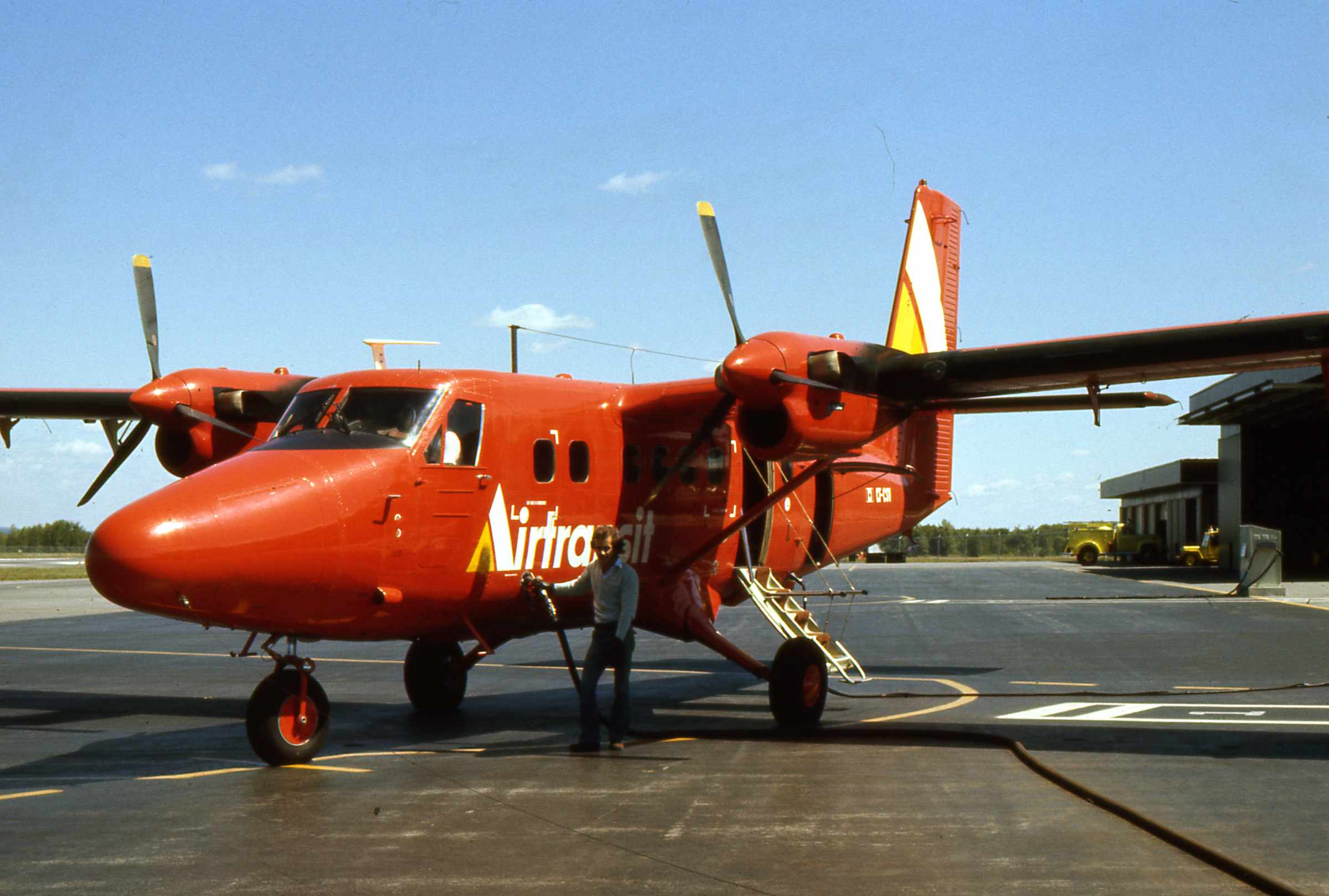
L'adaport Victoria est desservi par de petits DHC-6 Twin Otter.

Airtransit opère à partir de l'été 1974 quinze départs quotidiens entre Montréal-Ottawa, chaque heure. Le prix minimal d'un billet est fixé à 20 $.  
La première année, 96 000 passagers fréquentent l'adaport, alors qu'on en avait prévu entre 100 000 et 120 000. Le service s'avère rapidement déficitaire,,,. On pointe d'une part du doigt le retard de développement des DHC-7, condamnant Airtransit à opérer avec des DHC-6 de petite taille, difficiles à rentabiliser,. D'autre part, le marché de niche du transport aérien sur des courtes distances limite la clientèle potentielle aux cadres à salaire élevé. Airtransit peine à positionner son produit dans un marché où la concurrence d'autres modes de transport est forte ; l'ADAC attire une clientèle destinée à l'aviation à réaction et la voiture personnelle, surtout, mais aussi au train et, dans une moindre mesure, à l'autocar,.
De plus, le programme ADAC ayant été conçu avant le choc pétrolier de 1973, la flambée inopinée des prix du carburant alourdit le déficit d'exploitation du transporteur aérien, qui est deux fois supérieur à celui espéré,. 
Enfin, le choix de destination pour le projet-pilote ― Ottawa, ville administrative de taille moyenne, plutôt que Toronto, métropole et centre financier accueillant de nombreux sièges sociaux ― est mis en cause dans les insuccès,.

### Fermeture et abandon
Face aux écueils et au succès mitigé, Transports Canada met fin au projet-pilote le 30 avril 1976, trois mois avant la date prévue,. Les infrastructures de l'adaport sont remises en question : le bail du terrain convenu avec le Conseil des ports nationaux arrive à échéance, le méthane s'échappe toujours du sol — lequel s'effondre sous la piste — et les bâtiments temporaires arrivent en fin de vie,. 
Les problèmes de voisinage s'intensifient : la construction de gratte-ciels à Verdun menace les corridors de vol qui n'avaient pas été zonés,, tandis qu'à l'autre bout de la liaison, à Ottawa, les résidents du quartier cossu de Parc Rockcliffe se plaignent d'être incommodés par le bruit des mouvements d'aéronefs ; l'échéance fixe du projet-pilote avait fait l'objet d’un compromis avec les groupes d'opposition lors de la mise en service,. 
Air West et Nordair proposent de reprendre le service et de bonifier le réseau d'adaports,, mais exigent des subventions pour rentabiliser le service. Toutefois, sans rénovation prévue, sans apport financier du gouvernement et sans destination à desservir, l'adaport Victoria est finalement mis hors service le 30 avril 1976,.

## Localisation
L'adaport Victoria était situé immédiatement au sud-ouest du centre-ville de Montréal. L'accès aux installations se faisait par le chemin de l'Adacport (aujourd'hui rue Marc-Cantin) à partir de l'autoroute Bonaventure ou du pont Victoria. L'aérogare se trouvait à cinq minutes de route de la place Bonaventure, véritable nœud intermodal situé à proximité de la Gare centrale du Canadien National, de la gare Windsor du Canadien Pacifique, de la station de métro Bonaventure et du terminus d'autocars de l'hôtel Le Reine Élizabeth. Une navette gratuite, l'« ADACmobile », réservée aux détenteurs de billets d'avion, assurait la liaison entre la place Bonaventure et l'adaport, avec un départ en direction du terminal prévu 15 minutes avant chaque décollage.
La piste était située avantageusement près du centre-ville, mais sa proximité avec le fleuve Saint-Laurent la rendait vulnérable aux intempéries : 7 % des vols inscrits à l'horaire étaient annulés en raison de conditions météorologiques défavorables à la navigation. 
Localisé sur des terrains gagnés sur le fleuve Saint-Laurent, le site de l'aéroport a servi de site d'enfouissement dès le début du XXe siècle. Malgré les recommandations du Comité de santé de la ville de Montréal, le gestionnaire du port, puis le Canadien National autorisent successivement la Ville à déverser ses déchets provenant de la collecte. Les activités d'enfouissement culminent entre 1955 et 1965, alors que toute la zone riveraine du fleuve, entre les ponts Champlain et Victoria, est utilisée comme dépotoir. De 1965 à 1967, ce dépotoir est rempli à la hâte pour former le plus grand parc de stationnement de l'Exposition universelle de 1967. Déjà, le sol montre des signes d'instabilité, alors que des niveleuses doivent éliminer quotidiennement les aspérités qui se forment au passage des véhicules dans le revêtement gravelé. Le stationnement est abandonné l'année suivante,.
Après la fermeture de l'adaport, le site est abandonné pendant une quinzaine d'années. En août 1984, Environnement Canada révèle, à la suite d'une étude, que le méthane qui s'échappe du sol de l'ancien adaport est assez concentré pour présenter un risque d'explosion.
En 1988, le site est acquis par la Ville de Montréal pour constituer le Parc d'entreprises de la Pointe-Saint-Charles (en). Fortement contaminés, les sols de l'ancien adaport et l'eau qu'ils contiennent font l'objet de multiples opérations d'assainissement.

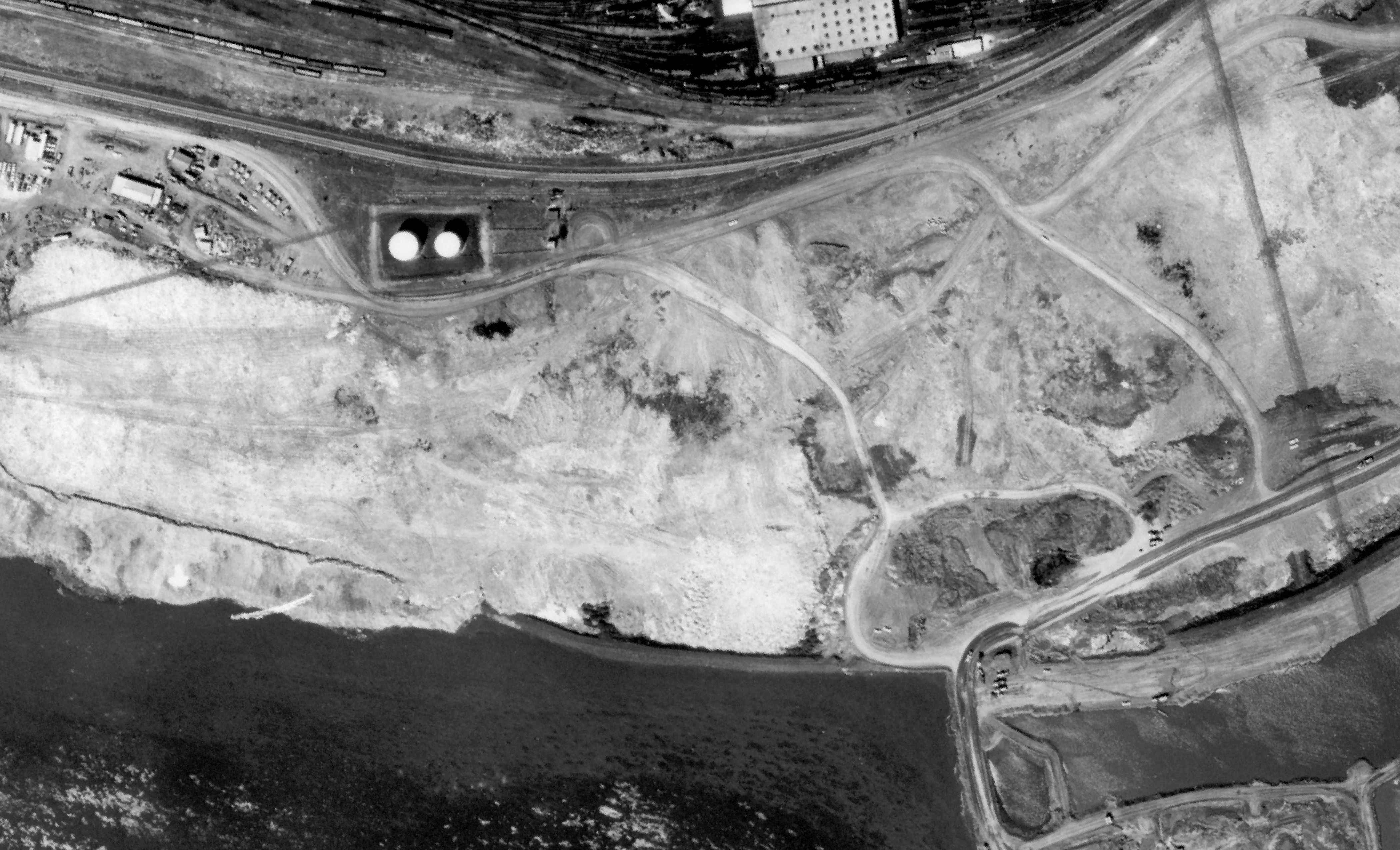
Au printemps 1966, la pointe Saint-Charles est encore utilisée comme dépotoir et site de remplissage.
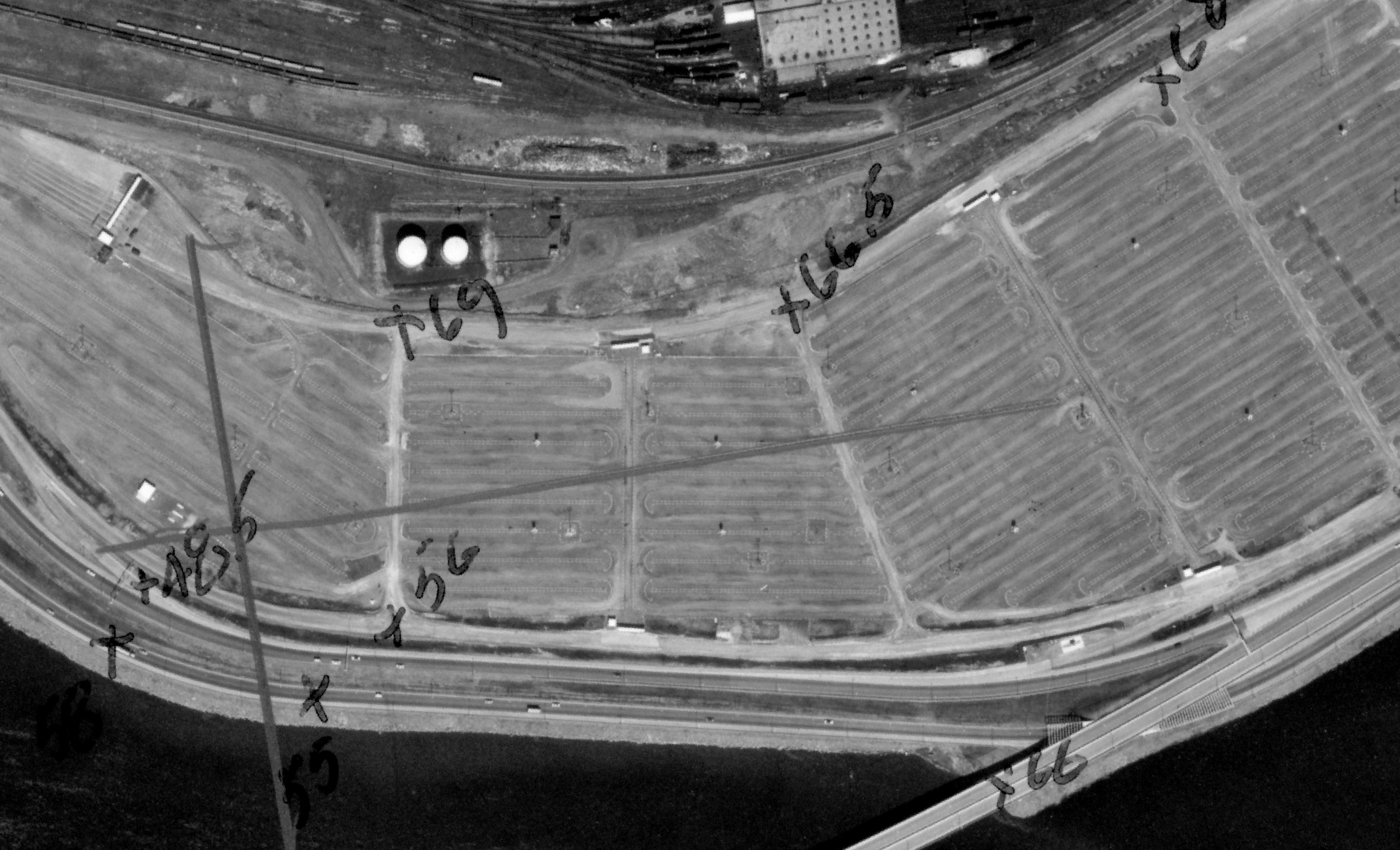
Au printemps 1968, l'autoparc Victoria, ancien terrain de stationnement de l'Exposition universelle de 1967, est désormais vide et inutilisé.
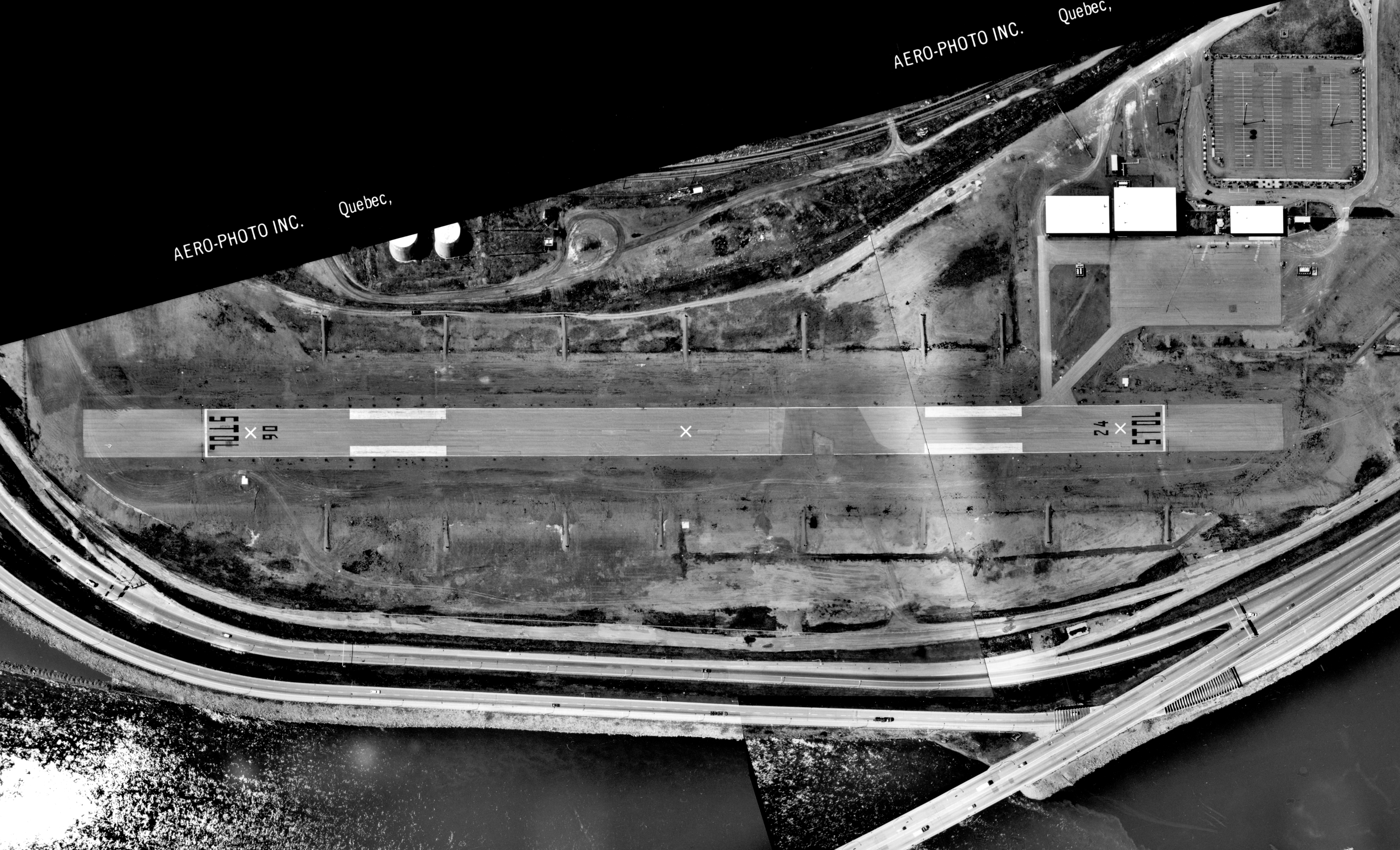
Au printemps 1977, le petit aéroport est déjà abandonné.

## Infrastructures
L'adaport de Montréal était équipé d'une piste unique asphaltée d'une longueur de 2 000 pieds (610 mètres) et d'une largeur de 100 pieds (30 mètres) permettant d'accueillir des aéronefs à décollage et atterrissage courts ou verticaux seulement. Un système d'approche à micro-ondes permettait de guider les avions à l'atterrissage. Le système de navigation de surface, de plus faible précision, utilisé principalement pour guider la navigation entre Montréal et Ottawa, assurait une redondance des dispositifs plus précis en cas de défaillance. Des centaines de torchères balisaient la piste grâce à un système de récupération des biogaz s'échappant de l'ancien dépotoir sous les installations.
Un taxiway reliait la piste au tarmac. Le long du tarmac se trouvaient, aménagés à même l'aire de trafic, un bâtiment d’entretien et d'entreposage, un hangar et une tour de contrôle,.
L'adaport disposait d'une « petite » aérogare à l'extrémité nord du tarmac. Celle-ci était équipée d'une ventilation sous le plancher afin d'éviter l'accumulation des gaz de l'ancien dépotoir dans le bâtiment. À l'extérieur, un parc de stationnement de 220 cases était mis gratuitement à la disposition des usagers. Un débarcadère permettait l'embarquement et le débarquement des passagers de la navette ADACmobile et des taxis à même le terminal. Le parc de stationnement, le terminal et le tarmac étaient conçus de manière à minimiser les distances de marche pour les usagers.

## Compagnies et destinations
Intrinsèquement lié au destin d'Airtransit, l'adaport de Montréal n'a pas survécu à la fin de l'unique liaison du transporteur.
| Compagnies | Destinations        | Période   |
| ---------- | ------------------- | --------- |
| Airtransit | Ottawa (Rockcliffe) | 1974―1976 |